# Гончаров, Алексей (футболист)
Алексей Гончаров (рум. Alexei Gonciarov; род. 21 февраля 1984, Бельцы, Молдавская ССР) — молдавский футболист, защитник.

## Карьера

### Клубная
Играл за различные клубы в Молдове, в том числе в «Олимпии» из родного города Бельцы, где был капитаном. В 2009—2010 играл за брестское «Динамо», в июле 2011 вернулся в белорусский клуб.

### В сборной
В 2008 получил вызов в сборную Молдовы, но так и не вышел на поле.

## Семья
Сын — Гончаров Матвей Алексеевич.